# Lijst van rijksmonumenten in Spaarndam
De plaats Spaarndam-Oost in de gemeente Haarlemmermeer telt 7 inschrijvingen in het rijksmonumentenregister. Hieronder een overzicht.
| Object                           | Oorspronkelijke functie? | Bouwjaar  | Architect | Locatie                            | Coördinaten?                  | Nr.?   | Afbeelding                 |
| -------------------------------- | ------------------------ | --------- | --------- | ---------------------------------- | ----------------------------- | ------ | -------------------------- |
| Woerdersluis, vanwege oude delen | Waterkering en -doorlaat |           |           | Spaarndammerdijk ong./Woerdersluis | 52° 24' 48" NB, 4° 40' 56" OL | 19909  | Meer afbeeldingen          |
| Gemeenlandshuis: inrijpoort      | Erfscheiding             |           |           | Spaarndammerdijk bij 23            | 52° 24' 46" NB, 4° 40' 58" OL | 395597 | Upload foto                |
| Gemeenlandshuis: erf-afscheiding | Erfscheiding             |           |           | Spaarndammerdijk bij 23            | 52° 24' 44" NB, 4° 40' 57" OL | 395607 | Upload foto                |
| Gemeenlandshuis: houtloods       | Opslag                   |           |           | Spaarndammerdijk bij 23            | 52° 24' 44" NB, 4° 40' 55" OL | 395612 | Gemeenlandshuis: houtloods |
| Gemeenlandshuis: timmerloods     | Industrie                |           |           | Spaarndammerdijk bij 23            | 52° 24' 44" NB, 4° 40' 56" OL | 395617 | Upload foto                |
| Johanna Hoeve                    | Boerderij                | 1875-1900 |           | Noorderweg 18                      | 52° 25' 30" NB, 4° 42' 56" OL | 516031 | Johanna Hoeve              |
| Roons Hoeve                      | Boerderij                | 1929      |           | Noordzeekanaalweg 3                | 52° 25' 44" NB, 4° 44' 16" OL | 516032 | Meer afbeeldingen          |